# Bruno Vattovaz
Bruno Vattovaz (20 de febrero de 1912-5 de octubre de 1943) fue un deportista italiano que compitió en remo. Participó en los Juegos Olímpicos de Los Ángeles 1932, obteniendo una medalla de plata en la prueba de cuatro con timonel.

## Palmarés internacional
| Juegos Olímpicos | Juegos Olímpicos             | Juegos Olímpicos | Juegos Olímpicos   |
| Año              | Lugar                        | Medalla          | Prueba             |
| ---------------- | ---------------------------- | ---------------- | ------------------ |
| 1932             | Los Ángeles (Estados Unidos) | Medalla de plata | Cuatro con timonel |